# Alexandre Ametos
Alexandre Ametos (en llatí Alexander, en grec antic Ἀλέξανδρος) fou un general macedoni, fill d'Ametos.
Va dirigir l'exèrcit d'Antígon Dosó durant la batalla de Selàsia contra Cleòmenes III d'Esparta l'any 222 aC. Alguns autors creuen que probablement era el mateix Alexandre comandant de cavalleria amb Antígon Dosó durant la guerra contra Cleòmenes III i que havia estat abans comandant de la guàrdia personal de Filip V de Macedònia nomenat per Antígon, i que va rebre calúmnies d'Apel·les, i després va ser enviat com ambaixador a Tebes en persecució de Megalees. D'aquest Alexandre, Polibi diu que sempre es va mostrar lleial al rei.